# Апелляция к умеренности
Апелляция к умеренности (лат. argumentum ad temperantiam, англ. argument to moderation — «аргумент к умеренности»), также известна как ложный компромисс, аргумент от середины, заблуждение золотой середины и логическая ошибка золотой середины — логическая ошибка, согласно которой истина якобы всегда является компромиссом между двумя противоположными позициями. Примером может служить рассмотрение двух противоположных аргументов, когда один человек (верно) говорит, что небо голубое, а другой утверждает, что небо на самом деле желтое, и неверно заключает, что небо является промежуточным цветом зеленого. Логическая ошибка также высмеивается примером гипотетического спора между нацистом, который хочет убить всех евреев, и коммунистом, который хочет убить всех классовых врагов, и затем возникающего центриста, который предлагает им компромисс в виде "убийства половины евреев и половины классовых врагов".